# Datagraf
Datagraf Communications A/S var en virksomhed indenfor grafisk produktion, design og kommunikation. Virksomheden eksisterede fra 1986 til 2018, hvor den skiftede navn til OTW, der er en del af Aller Koncernen.   
Bureauet leverede kommunikationsprodukter inden for analyse, strategi, magasiner, websites, sociale medier, digital markedsføring, design og virksomhedsrapporter.  
Kunderne omfattede fag- og interesseorganisationer, offentlige virksomheder og organisationer samt større private virksomheder. 
Virksomheden blev grundlagt i 1986 og i sin storhedstid havde virksomheden hovedkontor og trykkeri i Auning på Djursland og afdelinger i København, Oslo og Stockholm.   
I 2014 blev virksomheden solgt til Aller Media og indgår dermed i et af Skandinaviens største medieselskaber. nd. 
Datagraf Communications er fem gange blevet kåret som Gazelle-virksomhed af dagbladet Børsen og har vundet en lang række designpriser.